# الحمصي (المحفد)

تعديل مصدري - تعديل

الحمصي هي إحدى قرى عزلة المحفد بمديرية المحفد التابعة لمحافظة أبين، بلغ تعداد سكانها 300 نسمة حسب تعداد اليمن لعام 2004.